# The Lucky Devils
The Lucky Devils est un groupe de psychobilly français, originaire de la région Nord-Pas-de-Calais.

## Historique
Le groupe est formé en 1999 par le guitariste et chanteur Phil Nowak (Carbone 14, Mystery Train...), le batteur Ricky Bosc (Tazmen, Mystery Train...) et le contrebassiste Vivien Capon (Men with No Brain). 
En 2002, le groupe publie son premier album studio, Times Passes By…. L'album est enregistré entre février et septembre 2000 aux Feelings Studios, de Tourcoing. Leur deuxième album studio, Black with Flames, est enregistré au Studio Midnight, à Annequin, dans le Pas-de-Calais, et publié en 2003. En 2005, le groupe publie un nouvel album studio, To Hell.
The Lucky Devils se produit sur les scènes des festivals psychobilly d'Europe, d'abord pour des premières parties puis, au fil du temps et des albums, en tête d'affiche.
En 2019, le groupe fête ses vingt ans sans interruption ni changement de membres en sortant son 7e album, autoproduit, News from Earth (Lucky Devils Records).
En 2024 sort l'album Wild Cat (Bad Billy Records) pour fêter les vingt cinq ans du groupe, toujours sans interruption ni changement de membres.

## Discographie

### Albums studio
- 2002 : Times Passes By… (Part Records)
- 2003 : Black with Flames (Part Records)
- 2005 : To Hell (Crazy Love Records)
- 2008 : Goin' Mad (Crazy Love Records)
- 2012 : A Mental Journey (Crazy Love Records)
- 2017 : Under Cover & Still Alive (Raucous Records)
- 2019 : News from Earth (Lucky Devils Records)
- 2024 : Wild Cat (Bad Billy Records)

### Compilations
- Swingabilly Chartbusters (Wolverine Records)
- Welcome to Circus Punkabilly (Wolverine Records)
- Muh to the Muh (Red Five Records)
- Various Artists (Crazy Love Records)
- God save the King (Rockin'Raven Records)
- Psycho Ward 2 (Boss Beat Records)
- Psychomania no 5 (Halb 7 Records)
- Psycho Covers (Liberula Barruguda Recordings)
- Dynamite CD 12 (Dynamite Mag 57)

## DVD
- 22th Speyer Satanic Stomp